# 雅典娜
雅典娜（羅馬化：Athēnā，羅馬化：Athēnē，羅馬化：Athana），別名帕拉斯（羅馬化：Pallás），是古希臘神話中智慧、战略和工藝之神，後來與羅馬神話中之女神密涅瓦融合在一起。雅典娜被認為是希臘各城市的守護神，尤其是雅典城，她的名字很可能就是從那裡得來，雅典衛城的帕台農神廟就是為了獻給她而建。其主要標誌包括貓頭鷹、橄欖樹、蛇和女魔臉形飾。在藝術中，她通常被描繪成戴著頭盔並手持長矛的样子。
從雅典娜作為愛琴海宮廷女神的出身開始，她就與這座城市有著密切的聯繫。雅典娜被稱為（“城邦守护者”）和（“拥有城邦的”，来自“城邦”+“拥有”），她的神廟通常位於城市中心堅固的衛城之上。雅典衛城的帕台農神廟以及許多其他寺廟和紀念碑都是獻給她的。作為工藝和編織的守護神，雅典娜被稱為 Ergane。她也是一位戰士女神，被認為會以雅典娜普羅馬科斯的身份帶領士兵參戰。她在雅典的主要節日是泛雅典娜節，在仲夏之Hekatombaion月慶祝，是雅典曆法中最重要的節日。
在希臘神話中，雅典娜被認為是誕生於宙斯的腦袋中；甚至，在某些版本的故事中，雅典娜沒有母親。在其他作品中，例如赫西俄德的《神譜》，宙斯吞下懷有雅典娜的妻子墨提斯。在這個版本中，雅典娜首先誕生在宙斯體內，然後通過他的額頭從他的身體中逃脫。在講述雅典創始過程之神話中，雅典娜藉由創造第一棵橄欖樹，在爭奪城市控制權的競爭中擊敗波塞冬。她被稱為雅典娜·帕德嫩，意即“處女雅典娜”，但在一個古老的雅典神話中，赫菲斯托斯試圖追隨她但沒有成功，導致蓋亞生下一位重要的雅典建國英雄 Erichthonius。 雅典娜是英勇事業的守護神。人們相信她曾幫助過英雄珀爾修斯、赫拉克勒斯、柏勒羅豐和伊阿宋。與阿佛洛狄忒和赫拉一起，雅典娜是導致特洛伊戰爭開始的三位女神之一。
她在《伊利亞特》中扮演著積極的角色，她在其中協助亞該亞人，在《奧德賽》中，她是奧德修斯的神聖顧問。在羅馬詩人奧維德後期的作品中，據說雅典娜在編織比賽中與凡人阿拉克涅競爭，後來將阿拉克涅變成了第一隻蜘蛛；奧維德還描述了在目睹美杜莎在她的神殿中被波塞冬強姦後，她如何將美杜莎變成了蛇髮女妖。自文藝復興以來，雅典娜已成為智慧、藝術和古典學問的國際象徵。西方藝術家和寓言家經常使用雅典娜作為自由和民主的象徵。

## 形象
在赫西俄德《神谱》中称雅典娜为“明眸少女”。荷马史诗则称雅典娜为“目光炯炯的雅典娜”或“明眸女神雅典娜”或“蓝眼睛的雅典娜”，此类称呼和图腾崇拜有关。《荷马颂歌致雅典娜》：“金光璀璨，端庄美丽，一旁凝视的众神为之惊叹”。
公元前4世纪的帕德嫩雅典娜雕像，雕像其他部分为木质、黄金，而雅典娜的皮肤则用象牙雕刻，以表现女神白皙的肌肤。雕像显示，雅典娜通常是鹅蛋脸、希腊鼻、较小紧抿的嘴。雅典德拉马克银币上，雅典娜有一双杏眼。
雅典娜佩戴的盾牌或上衣外围着的蛇甲名为埃癸斯（Αἰγίς），上面镶有美丽的金色流苏、戈耳工（三姐妹中的梅杜莎，一种头颅妖兽），原为宙斯所有。圣物原本是各种海鳥海鷗、燕子，後來變為鴿子（γλαύξ）或猫头鹰。

## 装备
四行盔羽，雕饰百城的战士。平時穿着一件刺绣彩袍（ποικίλος），穿上武裝时就会换下。左手佩戴金流苏盾牌，名为埃癸斯，意为“山羊皮”。盾身周围饰有上百金穗流苏。右手持有胜利女神奈姬（Nike）。（菲狄亚斯所做的雅典娜·帕德农雕像。）

## 職能與稱號

### 勝利女神
崇尚和平的雅典娜比起狂暴、凶残、好战的阿瑞斯而言，雅典娜更为理智和冷静，是位文武双全的女神。因此雅典娜的力量超越了同为战神的阿瑞斯。雅典娜抵御外敌侵略，依靠自己的英勇和智慧来取得最后的胜利。

### 藝術女神
雅典娜也是詩歌、音樂、知識的女神。是司管藝術的阿波羅和文藝女神繆思的挚友。

### 手工藝之神

#### 紡織
希臘的女性因为雅典娜傳授她们手工技藝而敬奉她。無論凡人和女神，在紡織技巧上谁也無法超过她。《奥德赛》中，雅典娜賜予眾多紡織女工，以及珀涅羅珀智慧和紡織技艺。《列女傳》中，雅典娜亲自教导欧律诺墨公主编织技艺，艺术和智慧。
相傳雅典娜發明紡織，曾幫希拉與赫拉克勒斯編織長袍。《伊利亚特》中，希拉披上雅典娜編織的長袍，別黃金別針，面會宙斯，在《書庫》中這件長袍被巨靈波菲利翁（Πορφυρίων）撕破。各路神祇給予赫拉克勒斯裝備，從雅典娜手上得到長袍。

#### 造船
指示造船長（Άργος，弗利克索斯之子）建造阿爾戈船，並在船頭放上多多納橡木雕刻的女神像。但他並非第一人，利比亞的（Δαναός）為逃離埃及，也在雅典娜指示下造出人間第一條船。

#### 笛子
雅典娜發明了樂器笛子，并教导酒神狄俄尼索斯吹奏笛子。但另一些版本说女神因為吹奏笛子時雙頰會鼓起而被赫拉和阿佛洛狄忒嘲笑，遂棄之，被馬爾敘亞斯（Μαρσύας）撿到，馬爾敘亞斯認為天神發明的樂器一定能與同為演奏樂器的太陽神抗衡，于是挑戰太陽神阿波羅，因為阿波羅規定必須倒著演奏樂器，但是笛子只有前端能吹出聲音，所以落敗。

#### 造房子
在《伊索寓言》中，宙斯創造公牛，雅典娜發明房屋，普羅米修斯創造人類，卻被嘲笑神莫摩斯（Μῶμος）批評說：若屋蓋于惡鄰之側，此屋又不能長出輪子即時搬離。

### 天空和飞鸟女神
雅典娜也是属于天空的女神。她是雨露、晴空、春雷的女神。猫头鹰、鸽子、海鸟等众多飞鸟是雅典娜的圣鸟。她出生时天降金雨（品达，《奥林波斯颂》卷五）。她是雷神宙斯之女，是雷雨之后，一片纯净清明的天色的女神。也有神话把雅典娜和刻克罗普斯的两个女儿：潘德洛索斯（Πάνδροσος，露水女神）和阿格劳洛斯（Ἄγλαυρος，田畦女神）相提並論。

### 法庭女神
阿伽门农家族祖上受到诅咒，家族中世世代代无秩序地仇杀。克吕泰斯特拉与人偷情，杀死了阿伽门农和卡珊德拉公主，并将二女儿埃勒克特拉扔给老农民，想杀死儿子俄瑞斯忒斯。俄瑞斯忒斯反杀了克吕泰斯特拉，被复仇女神厄里倪厄斯到处追逐，阿波罗让俄瑞斯忒斯去找雅典娜。雅典娜在雅典开设了法庭，将自己作为庭长最后的一票免除了俄瑞斯忒斯的死刑，也赦免了二姐埃勒克特拉。因此结束了家族里无秩序的仇杀，彰显了法庭秩序，解除了家族诅咒。
題外話：古老的复仇女神厄里倪厄斯没有祭坛，最后只有雅典娜一个神接纳了她们，给她们建了祭坛，复仇女神因此成了雅典娜的朋友。
在后续的欧里庇得斯《伊菲革涅亚在陶里斯》中讲到，雅典娜还救了大姐伊菲革涅亚和众多的侍女。

### 处女神
欧里庇得斯戏剧讲到，雅典娜向她的父親宙斯请求讓她維持自己作為處女的象徵，她與阿耳忒彌斯、赫斯提亞並稱為希臘神話中的三大處女神。雅典娜作为三大處女神之一拥有自己的雅典娜·帕德农（意为“处女宫”）神庙。雅典娜不恋爱、不出嫁和独立的性格、高超的战斗力有很大的关系，雅典娜想要自我的地位、不成为男性的附庸，必须拒绝与雄性发生關係、不受夫权的束缚。

### 盾牌女神
荷马史诗把雅典娜称为“提盾女神”，品达颂歌把雅典娜称为“舞动蛇盾的女神”。精美闪耀，如同发光月亮的神盾埃癸斯也是雅典娜最主要的标志之一，因此她也被称为“盾牌女神”。

### 蛇女神
雅典娜与蛇有着不解之缘，被视为蛇女神，蛇几乎成为了雅典娜的象征和化身。因为蛇承担着保护王室和保卫城堡的重大责任，因此这也是雅典娜成为护城神的原因。《俄耳甫斯教祷歌》称雅典娜为“绚丽如蛇、变幻无常的龙女(αἰολόμορφε δράκαινα)”。希罗多德在《历史》卷八中描写，在雅典的神殿里有一条大蛇守护着城，这条蛇是雅典娜的圣蛇，爱吃蜜饼。
雅典娜的这些圣物源自克里特—迈锡尼时代的双手持蛇的女神。克里特神话中，猫头鹰和蛇守卫着克里特岛的克诺索斯宫殿和手持迈锡尼时期盾牌的女神像，就是雅典娜的原型之一。

### 其他稱謂
- “帕拉斯·雅典娜”
- “明眸女神”
- “夜鶯女神”、“歌之女神”
- “海禽女神”
- “詩曲女神”
- “提盾者”
- “護睛女神”
- “少女神”
- “在前方戰鬥者”
- “女紅女神”
- “不倦女神”
- “田畦女神”
- “處女神”
- “医疗女神”
- “黑桃皇后”（撲克牌中)

## 神话故事中的描述

### 雅典娜的诞生
雅典娜是宙斯（Μήτις)與墨提斯的女兒。在墨提斯懷孕的時候，蓋婭的一條神諭說他們的第一個孩子將是個女孩（雅典娜），其智力和力量將匹敵宙斯本人；而下一個男孩將重演他父親（宙斯）及祖父（克洛諾斯）的經歷，推翻自己的父親而奪走王位。宙斯對這條神諭十分在意，因此巧言騙過墨提斯，乘她不留神的時候將她變為一滴水而吞下肚。但吞下墨提斯的宙斯，头痛难忍，只好召來火神赫菲斯托斯用一把大斧头劈開祂的頭顱，此時一位身穿甲冑和挺舉金矛的女神从祂的头里誕生，亦即雅典娜。
在神譜中，到宙斯為止，掌握王位的神祇不斷地被自己的下一代推翻政權。
根據荷馬讚美詩所述雅典娜出生時天地產生異變，連奧林匹斯山也為之震動，太陽神赫利歐斯的馬車也停了下來。

### 帕拉斯·雅典娜
最初在荷马的《伊利亚特》中，雅典娜就有别名帕拉斯，与她亲近的阿波罗等神都称她为帕拉斯。柏拉图在《克拉底鲁篇》讲到，雅典娜的名字是“心灵与神圣智慧”的意思，而她的别名帕拉斯是“舞蹈、挥矛”的意思。帕拉斯这个别名证明了雅典娜是艺术舞蹈女神、战争女神。柏拉图也讲到，雅典娜发明了节日舞蹈和战争舞蹈。

### 与波赛頓的比赛

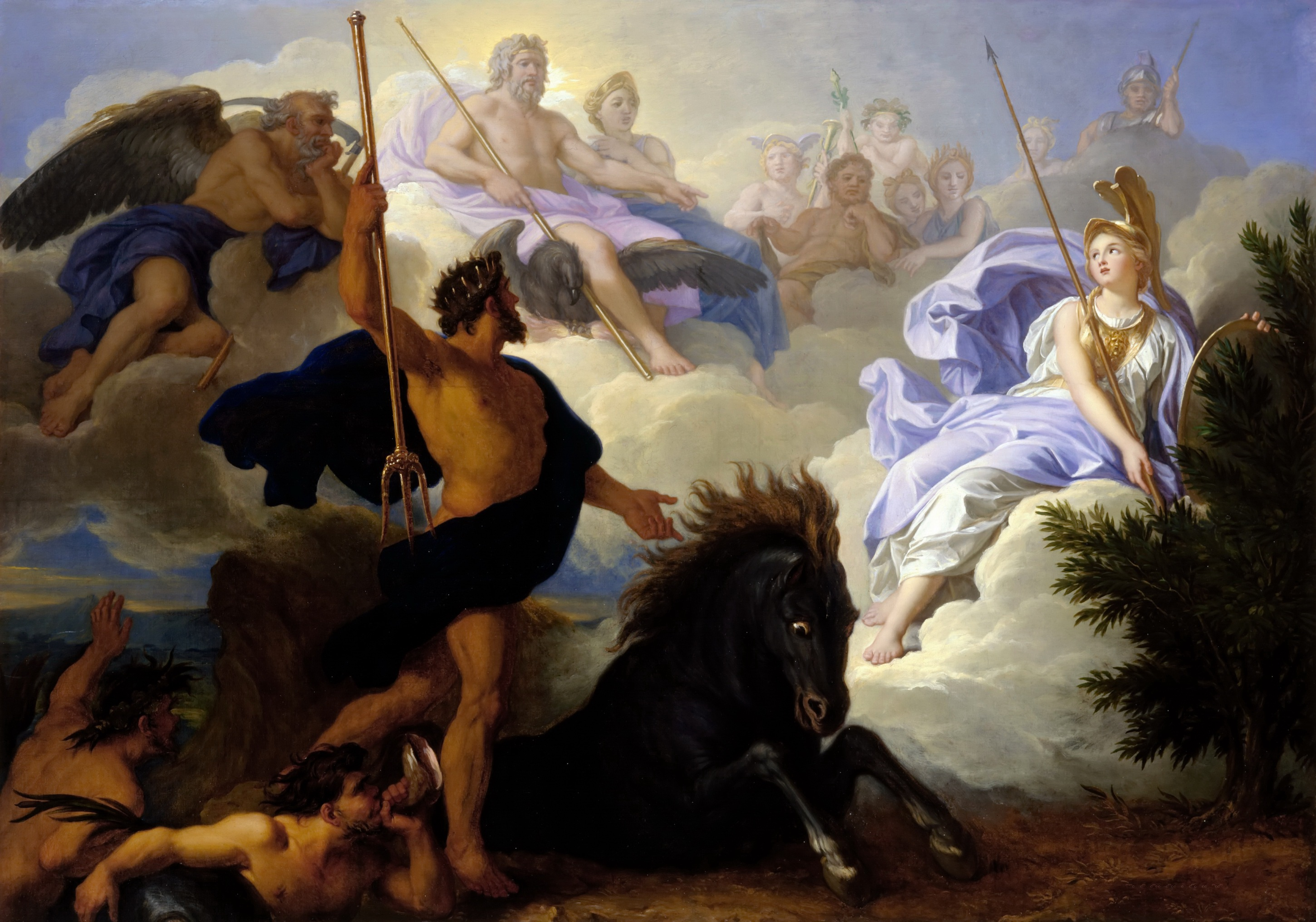
雅典娜与波赛冬之争

雅典娜備受希臘人民崇拜，尤其是雅典人，而雅典城是以她命名並受她守護的。雅典娜在与海神波塞頓比赛献礼中以赐给雅典公民保证希腊经济与食物的橄榄树获胜，並成为雅典城的保护神。帕特农神庙的雕像表现了这一比赛。比赛时，雅典开国君王、水瓶座刻克洛普斯，驾车的胜利女神奈姬，露水三女神都站在雅典娜这边。古希腊瓶画也表现了水瓶座刻克洛普斯为雅典娜投票的故事。

### 厄里克托尼俄斯的神话

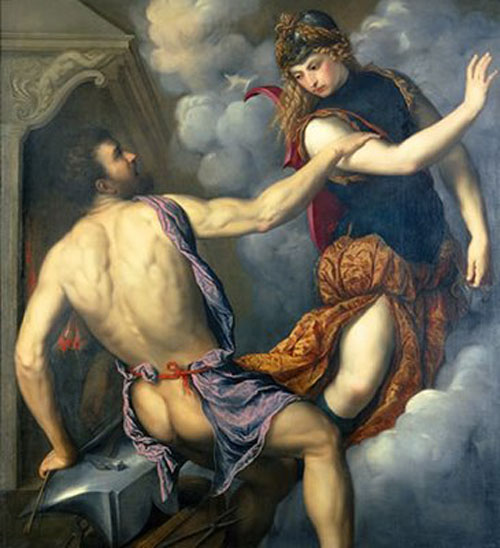
雅典娜拒絕赫菲斯托斯的追求

雅典娜曾向匠神赫菲斯托斯（Ἥφαιστος）借取青銅拍板（χάλκεος κρόταλον）給予赫拉克勒斯。所以可見兩人原本交情甚好。
赫菲斯托斯也很欣賞同為手工藝見長的美貌女神。某日，雅典娜又來向他訂造新武器，赫菲斯托斯這時期因為阿佛洛狄忒和戰神阿瑞斯偷情而大失所望，于是開始追逐雅典娜，雖然他是跛腳，也費了好大一番功夫去追逐雅典娜，欲與之交合，但雅典娜依旧逃脱了，但是在過程中赫菲斯托斯的精液射到了大地上，或说沾到了女神的小腿，她趕緊用羊毛拭去。並把羊毛丟到地上，羊毛落地，地母该亚受孕生下厄里克托尼俄斯。
雅典娜把厄里克托尼俄斯当作自己的儿子，偷偷把他养大。雅典开国君王、水瓶座刻克洛普斯成为厄里克托尼俄斯的养父。厄里克托尼俄斯后来接替了养父刻克洛普斯的王位，成为下一代的雅典国王。雅典娜送了他金镯子，用来守护雅典的儿童们。

### 巨靈族大戰
在開戰前便把赫拉克勒斯帶到福雷格萊（Φλέγραι），向赫拉克勒斯指出阿爾基歐紐斯（Άλκυονεύς）的弱點。在戰場上親自面對兩位巨靈族，活剝了帕拉斯（Πάλλας）的皮，在西西里島（Σικελία）舉起艾特納火山，把恩克拉多斯（Ἐγκέλαδος）壓死。

### 特洛伊戰爭
在金蘋果事件中，天后希拉、智慧女神雅典娜和愛與美女神阿芙蘿黛蒂为競爭象徵最美女神的金蘋果而進行了一選选美比賽，裁判則是特洛伊王子帕里斯。三位女神分别以權力、智慧和美女作為條件，讓帕里斯選出她們當中誰是最美的女神，然而帕里斯選擇承諾會給他人間第一美女的阿芙蘿黛蒂，因此阿芙蘿黛蒂助帕里斯拐走了希臘王后海倫，使希臘城邦向特洛伊宣戰，爆發了長達十年之久的特洛伊戰爭。
阿基里斯與阿伽門農爭執，阿基里斯欲拔劍將其斬殺，希拉派遣雅典娜到阿基里斯身邊，要他放下仇恨。阿開歐斯人信心大失欲回希臘，雅典娜出現在奧德修斯身邊幫他打氣，奧德修斯見女神支持，便勸回阿開歐斯人。奉宙斯之命下凡要特洛伊人違反誓言，於是扮成特洛依矛兵拉歐多科斯找上潘達羅斯，要他射殺阿開歐斯人。

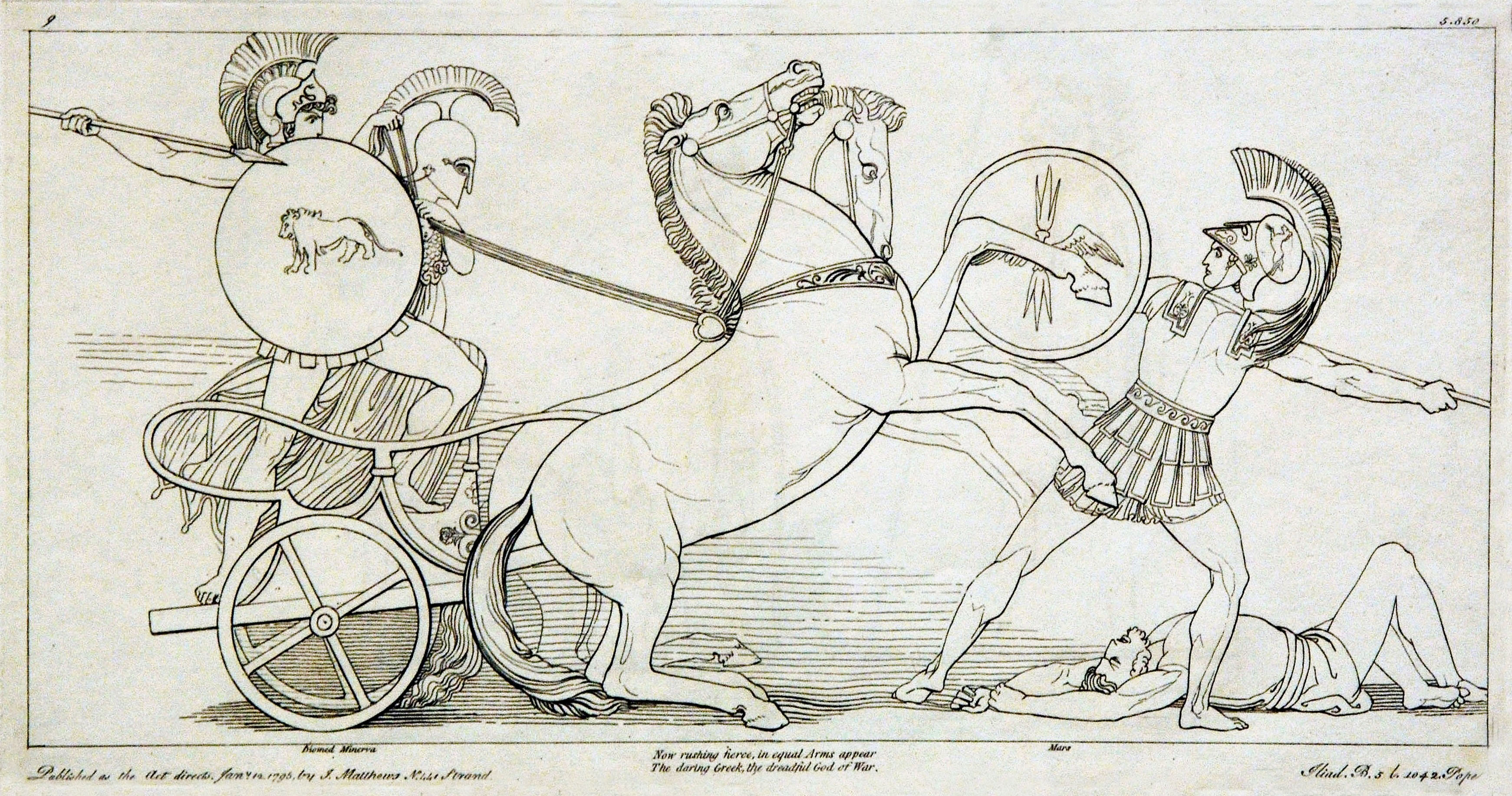
雅典娜隱蔽身形，親自為狄俄墨得斯駕車直向阿瑞斯奔去。

雅典娜首度參加特洛伊戰爭，換下自己親手編織的刺繡彩袍，穿上宙斯的襯袍，披上盔甲。在戰場上，雅典娜到希臘將領狄俄墨得斯身旁幫他對抗戰神阿瑞斯，並在女神神力幫助下成功刺傷，使其敗逃回天界。
阿基里斯痛失好友帕特羅克洛斯（Πάτροκλος），悲痛之間，不嗜食飲，不眠不睡，希拉在天上觀之心有不捨，為了不願讓即將上戰場的阿基里斯病倒，於是派遣雅典娜下凡，暗中把天界之食－瓊漿玉液直接灌入阿基里斯體內。
阿基里斯對戰赫克托爾(Ἕκτωρ)時，赫克托爾擲出長槍射往阿基里斯，雅典娜輕吹一氣，長槍就偏離。
在特洛伊城前的眾神大戰中，雅典娜先對上戰神阿瑞斯，雅典娜用石頭擊中之。再到阿芙蘿黛蒂（Αφροδίτη）面前，往她胸口打了一拳，對方立刻癱軟在地。
希臘將領 大埃阿斯（Αἴας）因為和奧德修斯競爭阿基里斯盔甲敗選，憤而出走到近郊原野，想把俄底修斯砍成碎片，雅典娜為保護俄底修斯，矇住大埃阿斯的眼睛，大埃阿斯誤以為牧人和牛群為阿卡迪亞人馬而大肆斬殺，當他清醒時為此感到悲傷而自縊身亡。
雅典娜所提供的木馬屠城計為攻陷特洛伊立下汗馬功勞。
希臘另一位將領小埃阿斯在攻陷特洛依城時，到雅典娜神殿洗劫財物，並在神殿內的雅典娜木像前強姦女祭司卡珊德拉（Κασσάνδρα）。之後希臘軍預言者卡爾卡斯（Κάλχας）預言此舉已激怒雅典娜，希臘軍欲殺他以平女神怒氣，但他卻逃回神殿裡，由於希臘鐵律規定"不許殺害神殿中人"，於是眾人便放過他。

### 特洛伊戰後，希臘軍返鄉
在所有希臘船隊歸返時，雅典娜為了卡珊德拉，開始對希臘人進行報復。
雅典娜請求宙斯以風暴吹襲希臘船隊，讓船隻都沉沒在特內斯島（Τέννης）附近海域。並扔下一道霹靂在小埃阿斯的船隊上。所有船都毀壞沉沒，僅他一人游到礁石上獲救。小埃阿斯自以為神明如何作弄，他都能獲救，但波塞頓用三叉戟切碎礁石，使其溺斃。
在奧德修斯返鄉的故事中，雅典娜擔任奧德修斯的保護者，並助他和其人民訂立盟約成為國王。

### 与赫拉的关系
作为贞女的雅典娜与天后赫拉关系特别要好，两人的共同特点就是她们都是风流放荡的女爱神阿芙蘿黛蒂的死对头，同时两人都是城池女神，雅典娜是著名的城市保护神，希拉也是阿尔戈斯的城市女神。虽然雅典娜是奥林匹斯战斗力最高的女神，但也同样得遵从天后希拉的旨意行事。例如在伊利亚特的记载裡，雅典娜为希拉编织了长袍。
雅典娜是雅典城的保护神，在特洛伊战争中帮助希腊军队取胜；由于赫拉在帕里斯的评判中受到了屈辱，所以她也帮助希腊军队。同时在伊利亚特里，赫拉和雅典娜都参加了对宙斯发起的造反计划，和波赛頓一同将宙斯捆绑起来，海中女神忒提斯召唤出百臂巨人才救出宙斯，雅典娜因此成为唯一一个对父亲造反的希腊女神。另外在阿耳戈船英雄的故事里，雅典娜协助赫拉保护航海冒险的阿耳戈船英雄们。由此可见，赫拉很喜欢雅典娜，她们是闺蜜关系。
希拉从晨星闪烁的空中俯视着，她紧紧抓住雅典娜的手，因为她看得不禁头晕眼花了。—阿耳戈英雄们在归途中
雅典娜虽然善于让希拉开心，但有时雅典娜也会站在其他立场上，例如赫拉和雅典娜在散步时，雅典娜将赫拉引到宙斯与阿尔克墨涅的儿子赫拉克勒斯被抛弃的地方，并劝诱赫拉给孩子喂奶喝，结果幼小的赫拉克勒斯获得了神的力量。

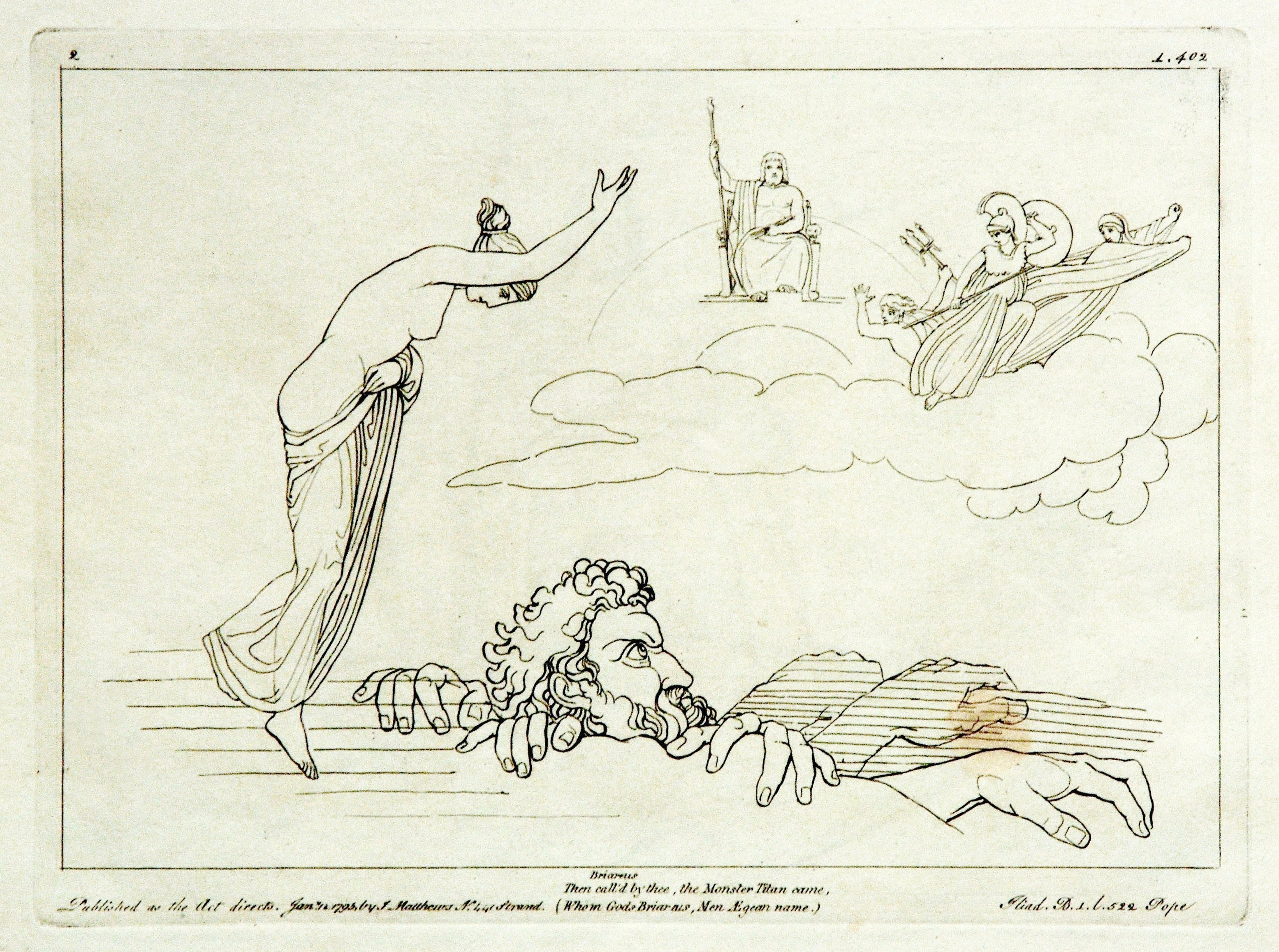
忒提斯召唤百臂巨人解救宙斯。
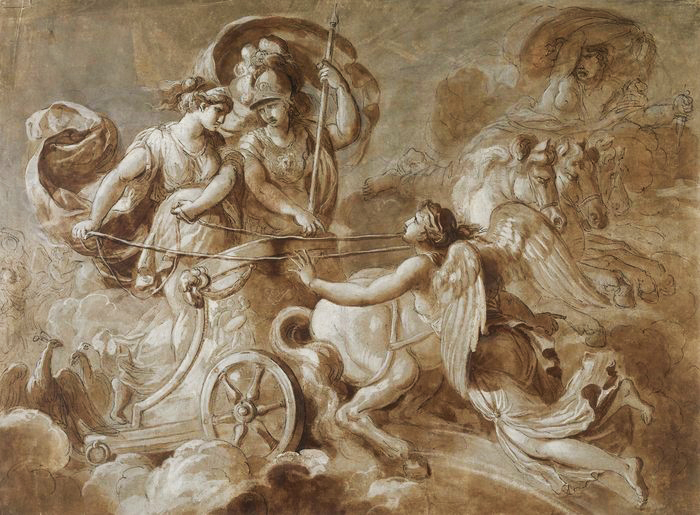
赫拉叫上身披盔甲的雅典娜，并驾着自己的黄金战车一同奔赴战场。

### 注重形象的雅典娜
身为美貌与智慧并重的女神，雅典娜也特别在意自己的仪容仪表。例如雅典娜发明了笛子，并在众神面前吹奏这种乐器，却遭到了希拉和阿芙蘿黛蒂的嘲笑。因为雅典娜在吹笛子时，她的双颊会鼓起，使仪态不够完美。因此雅典娜就跑到一条河边，对着水面吹奏笛子，以在水面倒影上观察自己在吹笛子时她究竟变成了什么模样。当她明白希拉和阿芙蘿黛蒂为什么会嘲笑自己时，她就把笛子给扔掉了。
雅典娜是美容师。雅典娜乔装打扮，在奥德修斯和公主瑙西卡会面之时为其美容，帮他仔细梳妆打扮，让他通过容光焕发的个人魅力来引起众人的重视。在诸神的宴会上，雅典娜还告诉希拉最近发现一种叶子，用它的汁液画眉毛效果非常好，還親自掀起髮簾給赫拉做示範。
雅典娜还参与了金苹果事件和帕里斯的评判，为获得象征“最美女神”的金苹果而与希拉和阿芙蘿黛蒂比美。

### 恩惠與懲罰
- 在珀修斯（Περσεύς）在尋找戈爾工途中雅典娜給予一面青銅鏡盾（ἀσπίδα χαλκῆν），盾面光滑如鏡，佩爾修斯借反射影像避免直接看到梅杜莎的臉。日後柏修斯也把梅杜莎的頭獻給雅典娜，雅典娜將它配置在山羊皮盾牌中間。[35]
- 給予赫拉克勒斯一對從赫菲斯托斯所打造的青銅拍板，讓他驅逐斯廷法利斯湖怪鳥（Στυμφαλίδες Όρνιθες）。[36]
- 赫拉克勒斯從亞特拉斯手上得到三顆金蘋果，但是金蘋果非是凡人所能得，于是給予雅典娜，讓她送回遠西之地。[37]
- 醫神阿斯克勒庇俄斯（Ἀσκληπιός）從雅典娜那裡取得戈耳工的血管。[38]美杜莎左边血管的血液是致命的毒药，而右边血管的血液却有起死回生的功效。
- 卡德摩斯（Κάδμος）斬殺戰神泉的守護龍後得到雅典娜的讚賞，于是現身指示卡德摩斯如何播種龍牙。[39]並把一半的龍牙給予科爾奇斯的埃厄忒斯（Αἰήτης）。[40]
- 眾神參加卡德摩斯與哈耳摩尼亞（Ἁρμονία）的婚禮，雅典娜規劃出特拜城的領地[41]，賜予卡德摩斯一個國家。[42]
- 特拜城（Θῆβαι）的先知預言家特瑞西亞斯（Τειρεσίας）的母親是寧芙女神卡莉克洛（Χαρικλώ），也是雅典娜的好友。特瑞西亞斯有一次在無意間看到雅典娜的裸體，雅典娜立即用雙手遮住特瑞西亞斯的雙眼，不料特瑞西阿斯因此眼盲。卡莉克洛請求女神幫兒子恢復，但是女神做不到，不過她給特瑞西亞斯洗淨雙耳，讓他得以聽見鳥語，再給他一把結果實的柺杖代替眼睛。不過這只是特瑞西亞斯瞎眼由來的傳說之一。[43]
- 阿爾哥斯的七雄之一提丟斯（Τυδεύς）被梅拉尼波斯（Μελανίππος）刺中腹部，半生不死間，雅典娜從宙斯處得來一種藥可讓他長生不老。救活的提丟斯卻因殘忍地吃了梅拉尼波斯的腦袋，而被雅典娜收回長生不老的恩惠。[44]
- 達納歐斯的女兒們被艾及普托斯的四十九位兒子追逐，雅典娜指导達納歐斯造船，救了他的女儿们。[45]
- 俄里翁有两个女儿，墨提娥克、墨妮佩。雅典娜教两个姑娘纺织。两姐妹后来为拯救瘟疫肆虐的祖国而献出生命。为答谢她们，两姐妹被升为天空上的星星。[19]
- 科利亚一个叫尼坎德拉的纺织女工，辛苦工作一年，她的雇主却拒绝发给她工酬。女工尼坎德拉向雅典娜求救，雅典娜帮女工惩罚了雇主。
- 戴達羅斯的姪子佩爾狄克斯因為才能比戴達羅斯還高，忌妒心起，憤而把他從雅典衛城往下推，危急之刻，雅典娜將他變成鷓鴣。[46]

## 雅典娜的來歷

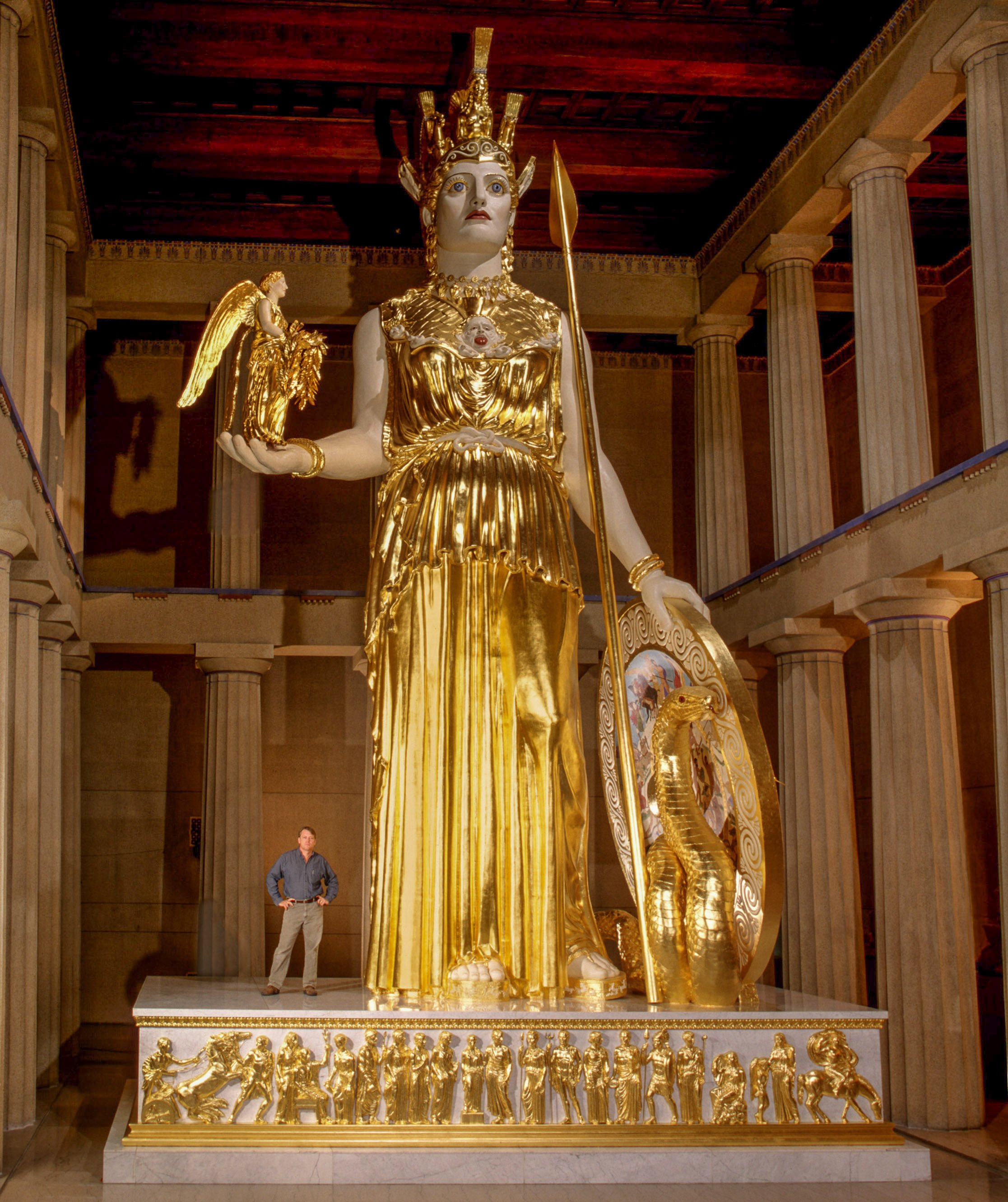
安座於美國田納西州納許維爾的帕德农神廟的雅典娜女神複製像。

雅典娜的名字最早记载于克里特岛的泥板上的线性文字B裡，为克里特岛的宫殿女神，被称为迷宫夫人。
據希羅多德的《歷史》所記，奧賽艾斯族（Αὐσέες）又認為雅典娜女神來自埃及，是波賽頓和特里托尼斯（Τριτωνίς）湖神女的女兒，当地人认为雅典娜是身披战甲、驾着战车、最美丽的少女。後來因為不知名原因而離開波賽冬，投靠宙斯。雅典娜衣著的形象和羊毛皮上衣也來自北非利比亞民族的傳統服裝。
綜觀希臘神話，唯獨雅典娜和戴歐尼修斯兩位神祇出生最為特別，荷馬史詩、神譜、書庫等都有相當獨立篇幅詳述。為了這兩位外來神祇融入希臘本土文化作一個合法釋說便是以宙斯孩子為名。狄俄倪索斯是來自小亞細亞弗里吉亞的地方神祇，其母塞墨勒（Σεμέλη）在弗里吉亞被奉為大地女神。
埃及人會這麼認為似乎是暗喻希臘文明有一部分也是受埃及文化影響，雅典娜象徵智慧並在希臘文化中享有盛名，暗喻希臘人之所以強盛聰盈是豐收埃及文明高度發展後的成果。其母墨提斯（Σεμέλη）与埃及的玛特女神非常相似。《歷史》說「投靠宙斯」，就是等於文明往希臘發展。
今天雅典卫城中的帕特農神殿就是用来祭祀她的，此外廟裏面有一座她的巨大雕像。

## 相關下屬神祇
- 胜利女神奈姬，雅典娜最亲密的女伴，雅典娜的大表姐。

- 和平女神厄瑞涅，阿里斯托芬讲到厄瑞涅是雅典娜的女伴，她们都是节日女神。

- 露水三女神，为阿格劳罗斯、潘德洛索斯、赫耳塞，她们是雅典娜的女祭司。潘德洛索斯最为忠诚，在雅典娜的卫城还有自己的神庙。

- 财神普路透斯，古希腊瓶画中雅典娜诞生时，财神普路透斯就来到雅典。他为雅典娜看守库房。

荷馬史詩中出現了一些新神祇，首見於伊利亚特中。
- 恐怖神佛波斯（Φόβος）
- 不合女神艾莉斯（Ἔρις）
- 勇敢女神亞爾克（Ἀλκή）
- 襲擊女神伊歐克（Ἰωκή）

這些是雅典娜的埃吉斯盾牌上的神，可能是埃吉斯自带的一些神，是戰爭的擬人化。

## 大眾文化
- 據說撲克牌中的黑桃Q，是以雅典娜為人物原型。
- 日本作品聖鬥士星矢，內容即為守護女神的聖鬥士為了守護女神雅典娜在現代的轉世而與諸神戰鬥的虛構故事。
- 無雙大蛇系列(3代)（光榮公司開發，三森鈴子配音）。
- 迪士尼經典動畫長片《大力士》中的神之一。
- 南韓製播的電視動畫《天神向前衝》中的智慧女神，為奧林匹斯十二主神之一。
- 戰神系列]的神話遊戲中的女神雅典娜。
- 日本作品終末的女武神中的智慧女神，為奧林匹斯十二主神之一，劇中為戰神阿瑞斯的姐姐，諸神黃昏人神鬥技場的解說員。
- 日本動畫Campione!弒神者，蘿莉化的Venus_Athene雅典娜與主角草薙護堂聯手，擊退蘿莉化的墨提斯。